# Nonymodiadelia
Nonymodiadelia es un género de escarabajos longicornios de la tribu Acanthocinini.

## Especies
- Nonymodiadelia fuscovaria Breuning, 1957
- Nonymodiadelia lineatopunctata Breuning, 1957